# Exoneura concinnula
Exoneura concinnula är en biart som beskrevs av Cockerell 1913. Exoneura concinnula ingår i släktet Exoneura och familjen långtungebin. Inga underarter finns listade i Catalogue of Life.

## Bildgalleri

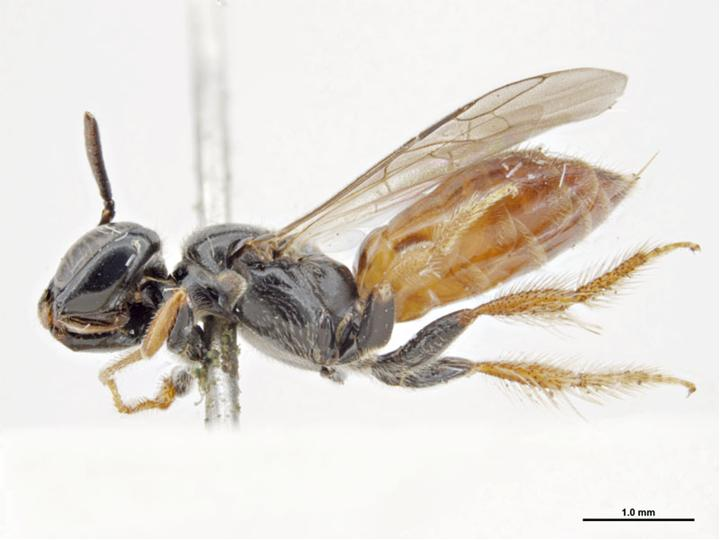
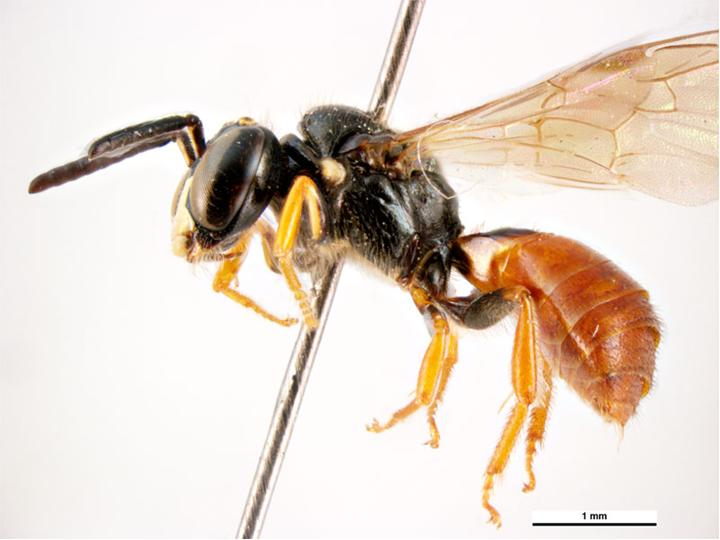